# Liste der Biografien/Smil
Liste der Biografien |
Portal Biografien |
Personensuche
# |
A |
B |
C |
D |
E |
F |
G |
H |
I |
J |
K |
L |
M |
N |
O |
P |
Q |
R |
S |
T |
U |
V |
W |
X |
Y |
Z |
?
 
Sa |
Sb |
Sc |
Sd |
Se |
Sf |
Sg |
Sh |
Si |
Sj |
Sk |
Sl |
Sm |
Sn |
So |
Sp |
Sq |
Sr |
Ss |
St |
Su |
Sv |
Sw |
Sy |
Sz
 
Sma |
Smb |
Sme |
Smi |
Smj |
Smo |
Smr |
Smu |
Smy
 
Smia |
Smic |
Smid |
Smie |
Smig |
Smij |
Smik |
Smil |
Smir |
Smis |
Smit
Die Liste der Biografien führt alle Personen auf, die in der deutschsprachigen Wikipedia einen Artikel haben. Dieses ist eine Teilliste mit 38 Einträgen von Personen, deren Namen mit den Buchstaben „Smil“ beginnt.

## Smil
- Smil von Zbraslav und Střílky († 1273), Kastellan von Prerau (1255–1256), anschließend Burggraf von Brumov; stiftete das Kloster Smilheim
- Smil, Vaclav (* 1943), kanadischer Geograph

### Smila
- Smilansky, Mosche (1874–1953), hebräischer Schriftsteller und Zionist
- Smilansky, Uri (* 1979), israelischer Musiker und Musikwissenschaftler

### Smild
- Smildiger, Chris (1929–2010), niederländischer Leichtathlet und Jazzmusiker

### Smile
- Smilenow, Iwan (* 1966), bulgarischer Skilangläufer
- Smiles, Mia (* 1977), südkoreanische Pornodarstellerin
- Smiles, Samuel (1812–1904), schottischer Moralschriftsteller
- Smiles, Samuel (1877–1953), englischer Chemiker
- Smilevski, Goce (* 1975), mazedonischer Schriftsteller
- Smiley (* 1983), rumänischer Sänger, Musikproduzent, Komponist und Schauspieler
- Smiley, Albert Keith (1828–1912), US-amerikanischer Quäker, Pädagoge und Philanthrop
- Smiley, Gordon (1949–1982), amerikanischer Rennfahrer
- Smiley, Jane (* 1949), US-amerikanische Autorin
- Smiley, Justin (* 1981), US-amerikanischer American-Football-Spieler
- Smiley, Michael (* 1963), nordirischer Schauspieler und KomikerMichael Smiley (* 1963)

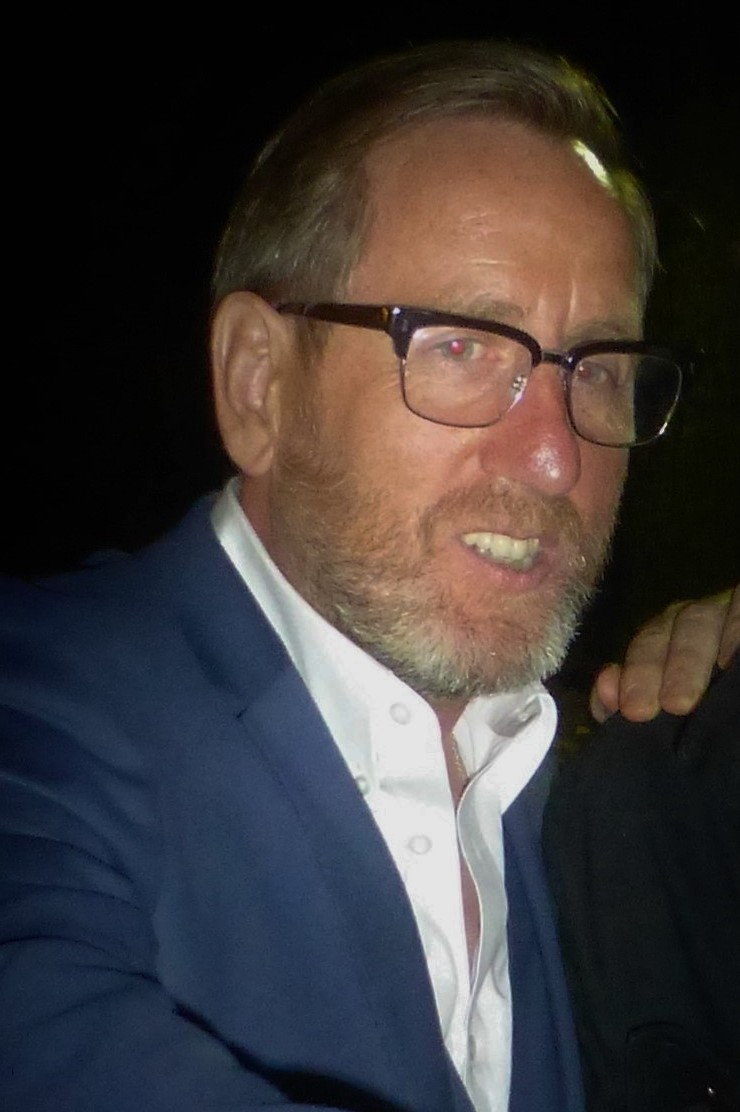
Michael Smiley (* 1963)

- Smiley, Robert L. (1929–2010), US-amerikanischer Parasitologe
- Smiley, Tavis (* 1964), US-amerikanischer Journalist, Schriftsteller, Fernseh- und Radiomoderator
- Smilez († 1298), Zar der Bulgaren (1292–1298)

### Smilg
- Smilga, Ivars (1892–1937), lettischer Revolutionär, Ökonom und Mitglied der Linken Opposition in der Sowjetunion
- Smilgevičiūtė, Aistė (* 1977), litauische Pop- und Folk-Sängerin
- Smilgies, Frank (* 1967), deutscher Schauspieler, Kabarettist und SynchronsprecherFrank Smilgies (* 1967)

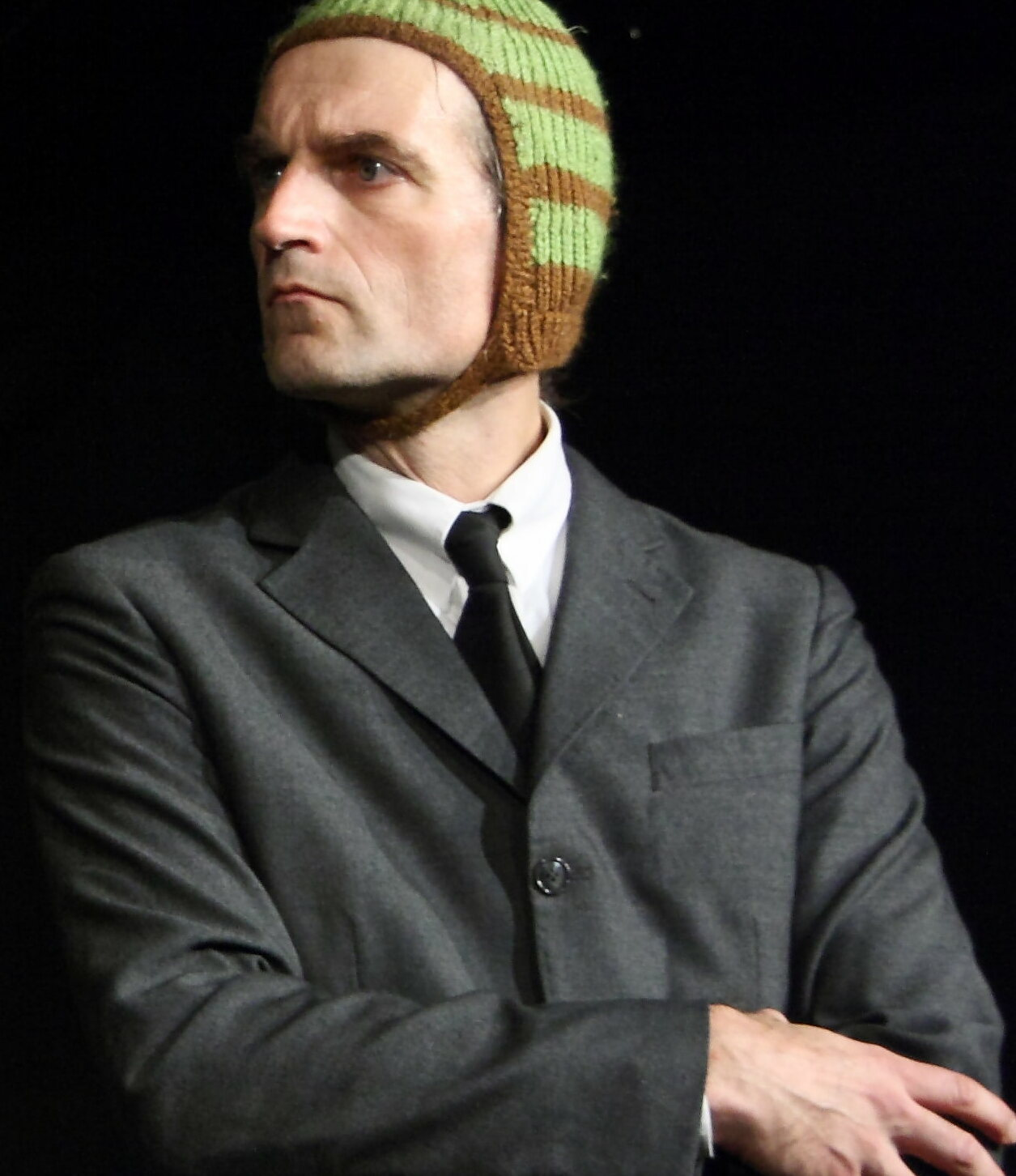
Frank Smilgies (* 1967)

### Smili
- Smilianowa, Dobrinka (* 1978), bulgarische Badmintonspielerin
- Smilie, John (1742–1812), US-amerikanischer Politiker

### Smilj
- Smiljanec, Katarina (* 1993), kroatische Mittelstreckenläuferin
- Smiljanić, Boris (* 1976), kroatisch-schweizerischer Fußballspieler und -trainer
- Smiljanić, Kristina (* 1991), kroatische Handball- und Beachhandballspielerin
- Smiljanić, Milan (* 1986), serbischer Fußballspieler
- Smiljanić, Milenko (1942–2012), serbischer Gewerkschaftsfunktionär
- Smiljanic, Mirko (* 1951), Hörfunk- und Wissenschaftsjournalist
- Smiljanič, Stefan (* 1991), slowenischer Fußballspieler
- Smiljanić, Zoran (* 1961), jugoslawischer bzw. slowenischer Comicautor und Karikaturist
- Smiljkovic, Daniel, deutscher Pokerspieler
- Smiljković, Miljana (* 1994), serbische Fußballspielerin

### Smill
- Smillie, Andy (* 1941), englischer Fußballspieler

### Smilo
- Smilov, Margaret, Film- und Fernsehproduzentin
- Smilovic, Jason (* 1974), amerikanischer Drehbuchautor

### Smilt
- Smiltēns, Edvards (* 1984), lettischer Jurist und Politiker